# أرخيداموس الخامس
أرخيداموس الخامس ملك إسبرطة وهو ابن يوداميداس الثاني وحفيد أرخيداموس الرابع وأخ أجيس الرابع، وعندما قتل أخوه هرب إلى ميسينيا عام 241 ق م. وفي عام 227 ق م استدعاه كليومينس الثالث الذي لم يكن خصما له في الحكم وقتها، لكن أرخيداموس اغتيل بعد عودته بوقت قصير.
اتهم بوليبيوس كليومينس بقتله لكن بلوتارخ يرى أنه قتل من قبل الذين تسببوا بمقتل أجيس وخافوا من انتقام أخيه.